# 胡浩 (工程师)
胡浩（1962年6月—），山东阳谷人，汉族，中华人民共和国探月工程师，第十二届全国人民代表大会甘肃地区代表。

## 生平
毕业于国防科技大学雷达与电子对抗专业。加入中国共产党。2008年，担任全国人大财政经济委员会委员，探月工程三期总工程师。2013年，担任全国人大财政经济委员会委员。